# مارك فنتون (لاعب كرة قدم أمريكية)
مارك فنتون (بالإنجليزية: Mark Fenton)‏ هو لاعب كرة قدم أمريكية أمريكي، ولد في 14 نوفمبر 1983.